# Osterley Park

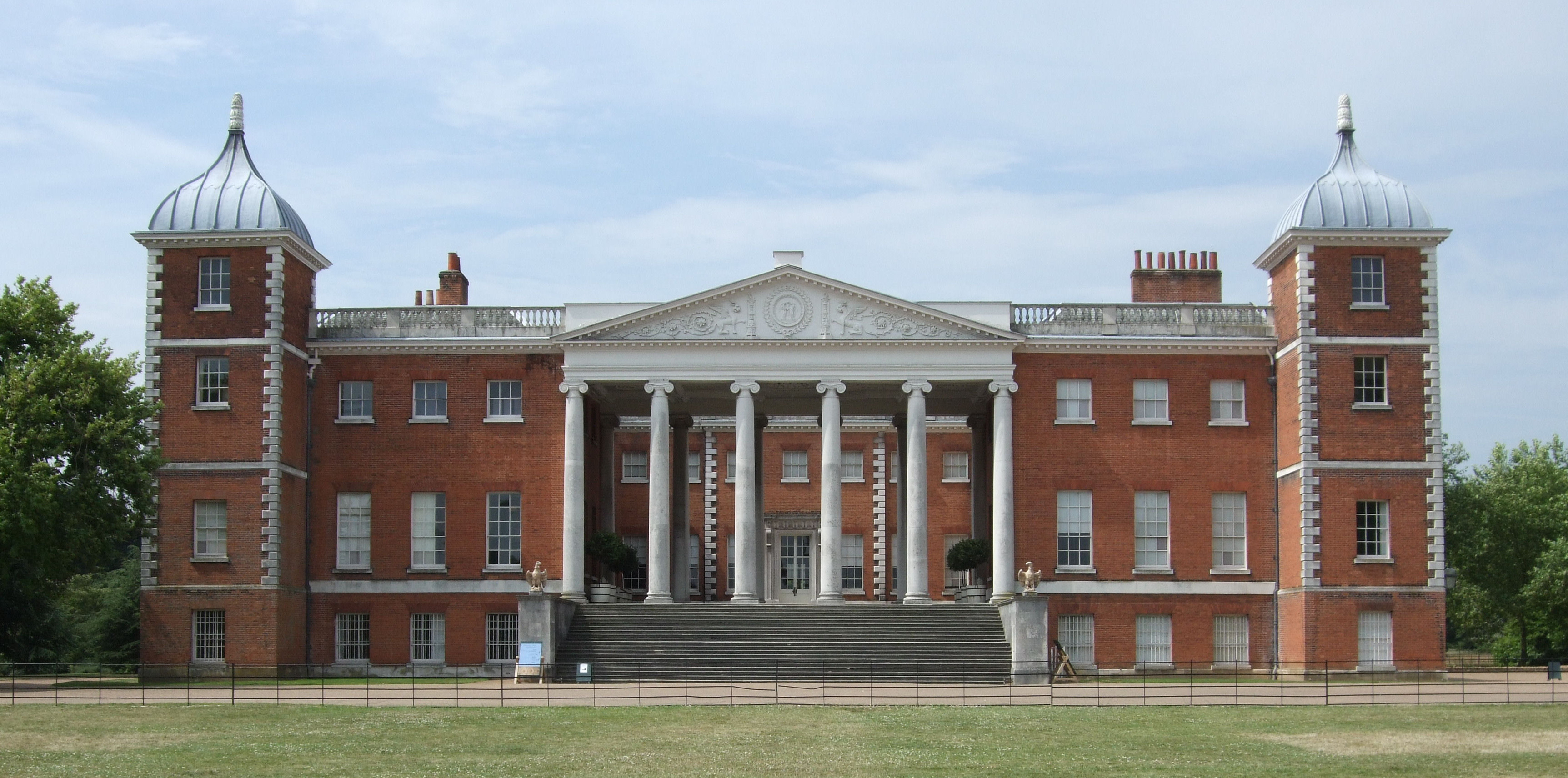
Osterley Park

Osterley Park is een landhuis gesitueerd in een groot parkgebied met dezelfde naam in de London Borough of Hounslow, een westelijke voorstad van Londen.
Bij zijn bouw was dit nog een volledig landelijk gebied. Het was een van de grote buitenhuizen die rijke families in de omgeving van Londen lieten bouwen. Het waren geen landhuizen in de traditionele betekenis omdat ze niet het beheer hadden over een uitgestrekt landbouwgebied.
Oorspronkelijk gebouwd in 1576 werd het in de 18e eeuw door Robert Adam verbouwd in neoklassieke stijl en geheel heringericht.
Het park is een van de grootste overblijvende open ruimtes in West-Londen. De ruimte wordt verstoord door de autoweg M4 die het park doorsnijdt. De huidige eigenaar is de National Trust.